# Groupe TF1
Groupe TF1 este o companie franceză de media fondată la 6 ianuarie 1975 și privatizată la 16 aprilie 1987. Proprietatea sa emblematică este canalul de televiziune TF1. Este parte a grupului Bouygues, care deține 43% din acțiuni, și este cotat la Euronext Paris.